# 迷而火者
迷而火者（?—?），元朝大臣，又名迷儿火者，元成宗时中书左丞。
元成宗大德三年（1299年），担任中书省参知政事。大德七年（1303年），因为朱清、张瑄贿赂案发，他和平章政事赛典赤伯颜、段贞、八都马辛、中书省右丞合剌蛮子、参知政事张斯立一起被罢职。大德八年（1304年），再次担任中书省参知政事，大德九年（1305年）升任中书省左丞。